# Gerhard Steier
Gerhard Steier (* 19. September 1956 in Siegendorf) ist ein österreichischer Politiker (parteilos, ehemals SPÖ) und Lehrer. Er war von 2002 bis 2010 Abgeordneter zum Österreichischen Nationalrat und von 2010 bis 2015 1. Präsident des Burgenländischen Landtages, dem er bis Februar 2020 angehörte.

## Leben
Gerhard Steier besuchte von 1963 bis 1971 die Volks- und Hauptschule und absolvierte im Anschluss das Musisch-pädagogische Realgymnasium der Diözese Eisenstadt in Eisenstadt, an dem er 1975 die Matura ablegte. Steier studierte in der Folge Lehramt für Germanistik, Pädagogik, Psychologie und Philosophie an der Universität Wien und leistete zwischen 1975 und 1976 seinen Präsenzdienst ab.
Steier war zwischen 1982 und 1989 Lehrer an der HTBLA Eisenstadt und im Anschluss bis 2002 Angestellter des Landesschulrats in Eisenstadt.
Gerhard Steier ist verheiratet und hat zwei Töchter.

## Politik
Gerhard Steier war zwischen 1987 und 1994 Mitglied des Gemeinderates von Siegendorf und danach bis 1996 Vizebürgermeister. 1996 wurde er zum Bürgermeister von Siegendorf gewählt und hatte dieses Amt bis 2011 inne. Zudem war er zwischen 1997 und 2002 Obmann des Wasserleitungsverbandes Nördliches Burgenland. Am 20. Dezember 2002 zog er für die SPÖ in den Nationalrat ein und wurde im Mai 2008 zum SPÖ-Bezirksvorsitzenden gewählt. Nachdem sich Walter Prior, Landtagspräsident des Burgenlandes, nach der Landtagswahl 2010 in die Pension verabschiedete, wurde Steier vom Parteivorstand der SP-Burgenland zu seinem Nachfolger bestimmt. Steier schied am 23. Juni 2010 aus dem Nationalrat aus und wurde am 24. Juni als Abgeordneter zum Burgenländischen Landtag angelobt sowie mit 32 von 36 Stimmen zum 1. Landtagspräsidenten gewählt.
Im Zuge der konstituierenden Sitzung des burgenländischen Landtages nach der Landtagswahl 2015 am 9. Juli 2015 gab Steier, dessen Ablöse als Landtagspräsident in einer SPÖ-Vorstandssitzung am 10. Juni 2015 beschlossen worden war, bekannt, dass er aus der SPÖ austreten und freier Abgeordneter im Landtag sein werde. Er kritisierte dabei die Bildung der SPÖ-FPÖ Koalition Landesregierung Niesl IV als machtpolitische Allianz, die gegen das Wertefundament der SPÖ verstoße. Sein Nachfolger als 1. Landtagspräsident wurde der SPÖ-Politiker und bisherige SPÖ-Klubobmann Christian Illedits. Nach der Landtagswahl 2020 schied er aus dem Landtag aus.